# Championnat de France des circuits
Ne doit pas être confondu avec le second Championnat de France des Circuits, lancé au milieu des années 2000.
Le Championnat de France des circuits s'est disputé entre 1967 et 1986 avec des voitures de sport. Gérard Larrousse possède le record de victoires en remportant six fois la compétition entre 1969 et 1974.

## Palmarès[1],[2]
| Année | Vainqueur           | Vainqueur      | Vainqueur         |
| Année | Pilote              | Voiture        | Écurie            |
| ----- | ------------------- | -------------- | ----------------- |
| 1967  | Claude Buchet       |                |                   |
| 1968  | Sylvain Garant      |                |                   |
| 1969  | Gérard Larrousse    |                |                   |
| 1970  | Gérard Larrousse    |                |                   |
| 1971  | Gérard Larrousse    | Porsche 908/02 | Wicky Racing Team |
| 1972  | Gérard Larrousse    |                |                   |
| 1973  | Gérard Larrousse    | Lola T292 Ford |                   |
| 1974  | Gérard Larrousse    |                |                   |
| 1975  | Henri Pescarolo     |                |                   |
| 1976  | Jean-Louis Lafosse  |                |                   |
| 1977  | Claude Ballot-Léna  |                |                   |
| 1978  | Henri Pescarolo     |                |                   |
| 1979  | Daniel Brillat      |                |                   |
| 1980  | Hervé Bayard        |                |                   |
| 1981  | Dominique Fornage   |                |                   |
| 1982  | Jean-Philippe Grand |                |                   |
| 1983  | Jean-Philippe Grand |                |                   |
| 1984  | Dominique Lacaud    | Lola T298      |                   |
| 1985  | Bruno Sotty         | Osella PA8 BMW |                   |
| 1986  | Jacques Heuclin     |                |                   |